# Pieter van Ruijven

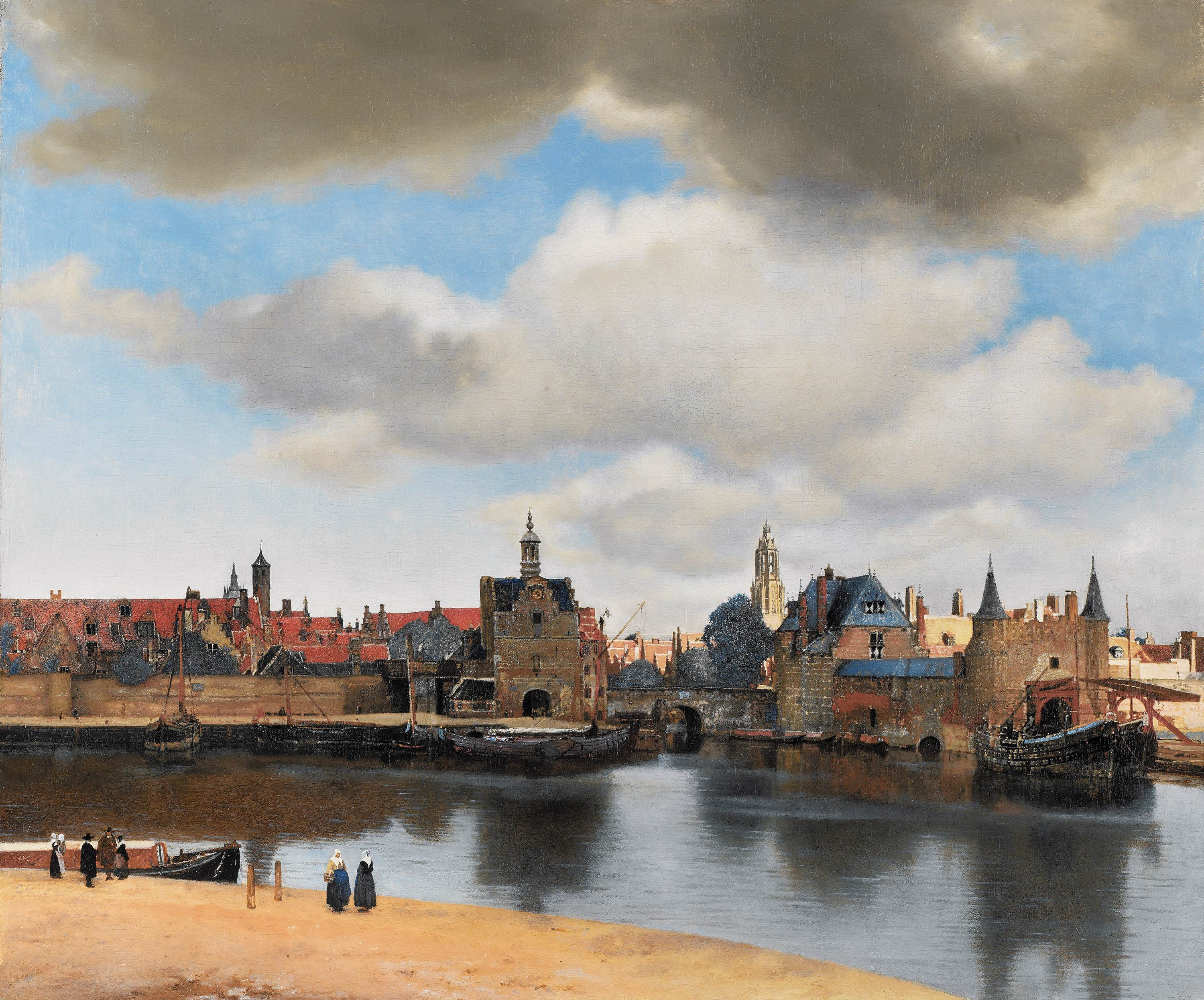
Jan Vermeer, Vista de Delft, 1660, Mauritshuis, Haia

Pieter Claesz. van Ruijven (Delft, 1624 - Delft, 7 de Agosto de 1674) é conhecido por ter sido patrono do pintor Johannes Vermeer. 

## Biografia
Não se sabe se ele teve algum ofício ou profissão.  Como seu pai, ele trabalhou para a instituição da cidade, Camer van Charitate (1668–1672). Casou-se em 1653 com Maria de Knuijt. O casal teve uma filha chamada Magdalena, nascida em 1655. Em 1680, sua filha casou-se com Jacob Abrahamsz Dissius, um encadernador, cujo pai era dono de uma gráfica na praça do Mercado. Magdalena van Ruijven morreu em 1682, um ano depois de sua mãe. Seu esposo herdou parte de seus bens, incluindo 20 pinturas de Vermeer. 
Em 16 de Maio de 1696, 21 pinturas de Vermeer foram vendidas em um leilão na cidade de Amesterdã.  Essas pinturas renderam um total de 1,503 florins, cerca de 70 florins cada. Presume-se que as pinturas tenham pertencido aos Van Ruijvens, que colecionaram muitas pinturas de Vermeer, três de Emanuel de Witte, quatro de Simon de Vlieger e uma de Jan Porcellis.
Pieter van Ruijven foi interpretado no filme Rapariga com Brinco de Pérola por Tom Wilkinson.